# 萨卢姆三角洲国家公园
萨卢姆三角洲国家公园（Parc National du Delta du Saloum）是塞内加尔的一座国家公园，面积76,000公顷。该国家公园建立于1976年，位于萨卢姆河三角洲。
萨卢姆三角洲国家公园已列入《湿地公约》，为面积180万公顷的生物圈保护区。其中，水体面积为61,000公顷，潮间带的红树林植物和海水植物7,000公顷，热带大草原和雨林8,000公顷。主要动物有橙嘴凤头燕鸥、红鹤、琵鹭、弯嘴滨鹬、赤翻石鹬等。

## 世界遺産
薩盧姆三角洲國家公園是由3條流出大西洋的河流出口交匯沖積而成，散落著鹹淡水滲雜的河道、大西洋海岸、200多座小島、紅樹林溼地、以及乾地叢林等地貌，此區現有两千多人生活在占地5,000平方（1,900平方英里）的範圍內，以捕魚、養殖魚、採集貝類為生。公園內有一部份區域被聯合國教科文組織列入世界文化遺產名錄，該區域内發現了歷經數千建造而成的218座人工貝塚，有些貝塚長達數百公尺；另有28座土丘墓陵，出土了多種出色的工藝品，這些發現為後世了解三角洲不同時期的文化，提供了重要的線索，同時也是西非海岸人類居住歷史的重要見證。

### 登录基准
该世界遗产被认为满足世界遺產登錄基準中的以下基準而予以登錄：
- （iii）呈现有关现存或者已经消失的文化传统、文明的独特或稀有之证据。
- （iv）关于呈现人类历史重要阶段的建筑类型，或者建筑及技术的组合，或者景观上的卓越典范。
- （v）代表某一个或数个文化的人类传统聚落或土地使用，提供出色的典范－特别是因为难以抗拒的历史潮流而处于消灭危机的场合。